# Exile (Computerspiel)
Exile war ein Computerspiel, das erstmals im Dezember 1988 für den Heimcomputer BBC Micro erschien und in der Folge für weitere Heimcomputer umgesetzt wurde.

## Handlung
Der Spieler übernimmt die Rolle von Mike Finn, der zum Planeten Phoebus geschickt wird, um eine Gruppe von Überlebenden zu retten, die von dem geisteskranken Wissenschaftler Triax gefangen gehalten werden. Der Wissenschaftler erscheint kurz ganz am Anfang des Spiels, um aus dem Raumschiff von Finn einen wichtigen Ausrüstungsgegenstand zu stehlen.

### Orte der Spielhandlung
Neben den beiden Raumschiffen Perseus und Pericles findet der Spieler viele Tunnel- und Höhlensysteme vor. Im Folgenden werden die Namen dieser Höhlen- und Tunnelsysteme benannt, sortiert sind sie von der Planetenoberfläche abwärts:
Aurora, Honeycomb, Lyre, Eridanus, Amaranth, Rune, Hamlet, Inferno, Sarawak, Puck, Nemesis, Orotund, Bigwig, Waters, Sulaco, Artesian, Carrion, Eclipse, Gemini, Madrigal, Zephyr, Pogrom, Drey, Behemoth, Yarrow, Nebulous, Loganberry, Laager, Ferro, Askance, Aquila, Nidus, Blackdown, Abscond, Diapason, Agamen, Vendetta, Scorpius, Brazil, Okhotsk, Tutelary, Eros, Palermo, Aeolus, Esplanade, Fury, Antipodes, Hades, Eyre, Pascal, Hydra, Hercules, Cassandra, Cetus, Triton, Acheron, Zeppelin, Kielder

## Spielprinzip und Technik
Das Spiel enthält sowohl andere Figuren, mit denen der Spieler interagieren kann, als auch eine Umgebung mit eigener Erdanziehung, Wind, Feuer, Wasser, Explosionen etc.
Der Spieler braucht innerhalb des Spiels immer wieder neue Energie für seine Waffen und seinen Raketenrucksack, die er an unterschiedlichen Stellen einsammeln kann.
Die Spielfigur kann nicht sterben: Sollte ihn die Energie ausgehen, dann wird er an den Ausgangspunkt des Spiels zurückgebeamt.
Für den BBC Micro wurde zu der Grundversion des Spieles noch eine erweiterte Version veröffentlicht, die für Rechner mit einem erweiterten Speicher gedacht waren. In dieser Version waren auch Soundeffekte enthalten.

## Produktionsnotizen
Es wurde von Peter Irvin (der auch Starship Command schrieb) und Jeremy Smith (Autor von Thrust) programmiert. Das Spiel wurde später auf die Heimcomputer Commodore 64, Atari ST, Amiga und CD³² portiert. Die Amiga- und ST-Versionen des Spiels wurden von William Reeve umgesetzt. Tony Cox setzte die Portierung des Spiels vom Amiga auf den Amiga CD³² um.
Der Programmierer Jeremy Smith starb einige Jahre nach der Entwicklung des Spiels Exile bei einem tragischen Autounfall. Peter Irvin arbeitet bis heute als Spieleentwickler.
Jahre nach der Veröffentlichung wurde der Quelltext der BBC-Mikro-Version über Disassemblierung rekonstruiert und analysiert.
Peter Irvin arbeitete einige Zeit an einer überarbeiteten Version des Spiels für Apple iOS basierend auf der Amiga-AGA-Version. Die Veröffentlichung war für 2010 geplant. Jedoch erschien das Spiel bisher nicht und es gab auch keine weiteren Ankündigungen dafür.
Exile ist auch der Name einer Shareware-Computerrollenspiel-Trilogie von Spiderweb Software.

## Rezeption
Das Zzap!64-Magazin lobte den Detailgrad der Animationen und die Möglichkeit, mit der Spielumgebung zu interagieren.